# Критика демократии
Кри́тика демокра́тии была ключевой частью демократии и её функций.

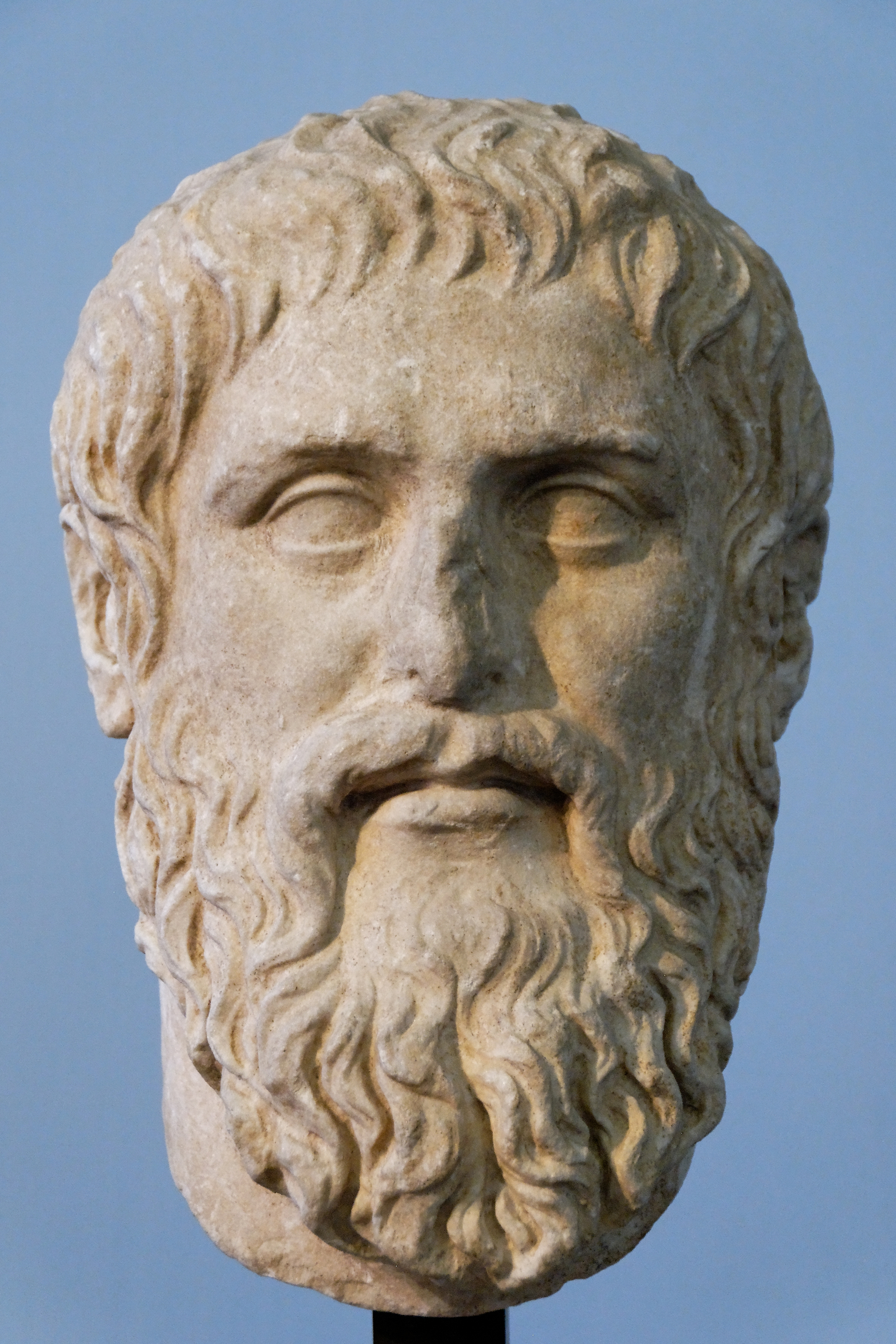
Платон считается одним из самых ярых противников демократического правления в Древней Греции.

Начиная с античности и вплоть до современной эпохи, демократия ассоциировалась с «правлением народа», «правлением большинства» и свободным выбором или выборами посредством прямого участия или выборного представительства соответственно.
Политические мыслители подошли к критике демократических политических систем с разных точек зрения. Многие не обязательно выступают против демократии по её простейшему определению — «правление народа», — но, скорее, стремятся поставить под сомнение или расширить это популярное определение. В своей работе они проводят различие между демократическими принципами, которые эффективно реализуются с помощью недемократических процедур; недемократическими принципами, которые реализуются с помощью демократических процедур; и вариациями того же рода. Например, некоторые критики демократии согласятся со знаменитым замечанием Уинстона Черчилля: «Никто не утверждает, что демократия совершенна или всесторонне развита. Действительно, было сказано, что демократия — наихудшая форма правления, за исключением всех тех других форм, которые время от времени применялись». Другие критики могут быть более готовы описать существующие демократические режимы как что угодно, только не «власть народа».
Ведущие современные мыслители критической демократической теории включают Юргена Хабермаса, Роберта А. Даля, Роберта Э. Гудина, Бернарда Манина, Йозефа Шумпетера, Джеймса С. Фишкина, Иэна Шапиро, Джейсона Бреннана, Элен Ландемор и Ханса-Германа Хоппе.
Критики демократии часто пытались подчеркнуть непоследовательность, парадоксы и ограничения демократии, противопоставляя ее другим формам правления, таким как эпистократия, множественное голосование или выборы по жребию. Они охарактеризовали большинство современных демократий как демократические полиархии и демократические аристократии; они определили фашистские моменты в современных демократиях; они назвали общества, созданные современными демократиями, неофеодальными; в то время как другие противопоставляли демократию нацизму, анархо-капитализму, теократии и абсолютной монархии. К наиболее известным критикам демократии относятся Платон и авторы «Записок федералиста», которые были заинтересованы в установлении представительной демократии в ранних Соединённых Штатах вместо прямой демократии.
Дополнительные исторические фигуры, связанные с критикой демократии, включают Аристотеля, Платона, Монтескьё, Джеймса Харрингтона, Жан-Жака Руссо, Мартина Хайдеггера, Юбера Лагарделля, Шарля Морраса, Фридриха Ницше, Карла Шмитта, Освальда Шпенглера, Эрика фон Кюхнельт-Леддина, Николаса Гомеса Давила и Элиэзера Менахема Шаха.

## Критика цели демократии

### Преимущества специализированного общества
Один из таких аргументов состоит в том, что преимущества специализированного общества могут быть скомпрометированы демократией. Поскольку обычных граждан поощряют к участию в политической жизни страны, они имеют право напрямую влиять на результаты государственной политики посредством демократических процедур голосования, проведения кампаний и использования прессы. В результате на государственную политику могут в большей степени влиять мнения неспециалистов и, следовательно, её эффективность может быть скомпрометирована, особенно если политика очень технически сложна и/или широкая общественность недостаточно информирована. Например, нет гарантии, что те, кто проводит кампанию за экономическую политику правительства, сами являются профессиональными экономистами или обладают академической компетентностью в этой конкретной дисциплине, независимо от того, были ли они хорошо образованы. По сути, это означает, что демократическое правительство может не обеспечивать самое лучшее для наибольшего числа людей. Однако некоторые утверждали, что это даже не должно быть целью демократий, потому что меньшинство может подвергаться серьёзному плохому обращению в рамках этой предполагаемой цели.

### Правление аристократии

#### Манин
Реальное различие между древними демократиями и современными республиками заключается, по словам Мэдисона, в «полном исключении людей в их коллективном качестве из какой-либо доли в последнем, а не в полном исключении представителей народа из администрации первого».
Бернард Манин, стр. 2 (См .: Мэдисон, «Федералист 63», в Записках федералистов, стр. 387; курсив Мэдисона.)
Бернард Манин заинтересован в том, чтобы отличить современные представительные республики, такие как Соединённые Штаты, от древних прямых демократий, таких как Афины. Манин считает, что оба стремятся к «правлению народа», но природа современных представительных республик ведёт их к «правлению аристократов». Манин объясняет, что в древних демократиях практически каждый гражданин имел шанс быть избранным в правительство, но в современных республиках только элиты имеют шанс быть избранным. Он не защищает это явление, а скорее пытается его описать.
Манин опирается на Джеймса Гаррингтона, Монтескьё и Жан-Жака Руссо, чтобы предположить, что доминирующая форма правления, представительная, а не прямая, по сути является аристократической. Он предлагает, чтобы современные представительные правительства осуществляли политическую власть через аристократические выборы, что, в свою очередь, ставит под сомнение принцип демократического «верховенства народа». Что касается Монтескьё, выборы отдают предпочтение «лучшим» гражданам, которые, как отмечает Манин, имеют тенденцию быть богатыми и принадлежать к высшему классу. Что касается Руссо, выборы отдают предпочтение действующим правительственным чиновникам или гражданам с самыми сильными личностями, что приводит к наследственной аристократии. Далее Манин демонстрирует аристократическую природу представительных правительств, противопоставляя их древнему стилю отбора по жребию. Манин отмечает, что Монтескьё считал, что жребий предотвращает ревность и распределяет должности поровну (среди граждан разных рангов), в то время как Руссо считал, что лотереи выбирают безразлично, не позволяя личным интересам и пристрастиям загрязнять выбор гражданина (и тем самым предотвращать наследственную аристократию).
Однако Манин также критикует прямую демократию или отбор по жребию. Манин размышляет о вопросе Монтескьё о том, насколько прямая афинская демократия была действительно прямой. Монтескьё обнаруживает, что граждане, у которых были основания полагать, что они будут обвинены в «недостойном отбора», обычно не раскрывали свои имена в лотерее, тем самым делая выбор по жребию уязвимым для предвзятости самоотбора и, таким образом, аристократическим по своей природе. Манин не останавливается на потенциально аристократических элементах прямой демократии, возможно потому, что он разделяет мнение Монтескьё о том, что нет ничего тревожного в исключении граждан, которые могут быть некомпетентными; это исключение может быть неизбежным при любом методе отбора.
Кроме того, Манин заинтересован в объяснении несоответствия между декларацией американских и французских революционеров 18 века о «равенстве всех граждан» и проведением ими (аристократических) выборов в их соответствующих демократических экспериментах. Манин предполагает, что это несоответствие объясняется современной озабоченностью революционеров одной формой равенства над другой. Революционеры уделяли первоочередное внимание получению равного права согласия на выбор правительства (даже потенциально аристократической демократии) за счет поиска равного права быть лицом этой демократии. И именно выборы, а не жребии, предоставляют гражданам больше возможностей для согласия. На выборах граждане соглашаются как с процедурой выборов, так и с результатами выборов (даже если они приводят к выборам элит). В лотереях граждане соглашаются только на процедуру жребия, но не на произведение лотов (даже если они производят выборы среднего человека). То есть, если революционеры отдали предпочтение согласию на управление над равными возможностями для работы в качестве правительства, то их выбор выборов над лотереями имеет смысл.

#### Михельс
Серьезную научную атаку на демократию предпринял немецко-итальянский политолог Роберт Михельс, который в 1911 году разработал основную политологическую теорию железного закона олигархии. Михельс утверждал, что олигархия неизбежна как «железный закон» внутри любой организации как часть «тактических и технических потребностей» организации и по теме демократии, Михельс заявил: «Это организация, которая порождает господство избранных над выборщиками, уполномоченных над уполномоченными, делегатов над делегаторами. Кто говорит «организация», — говорит «олигархия» и далее заявляет: «Историческая эволюция высмеивает все профилактические меры, которые были приняты для предотвращения олигархии». Михельс заявил, что официальная цель демократии — устранение правления элиты — невозможна, что демократия — это фасад, узаконивающий правление определенной элиты, и что правление элиты, которое он называет олигархией, неизбежно. Михельс ранее был марксистом, но увлекся синдикализмом Сореля, Эдуарда Берта, Артуро Лабриолы и Энрико Леоне и стал решительно выступать против парламентского, юридического и бюрократического социализма социал-демократии и, напротив, поддерживал активистский, волюнтаристский, антипарламентский социализм. Позже Михельс стал сторонником фашизма после прихода к власти Муссолини в 1922 году, сочувственно рассматривая цель фашизма — уничтожить либеральную демократию.

#### Моррас
Шарль Моррас, член движения Action française, заявил в известном изречении: «Демократия — это зло, демократия — это смерть». Концепция политической природы Морраса провозгласила признание неизбежного биологического неравенства и, следовательно, естественной иерархии и утверждала, что индивид естественным образом подчинен социальным коллективам, таким как семья, общество и государство, которые, по его утверждению, обречены на провал, если основаны на «мифе о равенстве» или «абстрактной свободе». Моррас критиковал демократию как «правительство, основанное на цифрах», в котором количество важнее качества и предпочтение отдается худшему из лучших. Моррас осудил принципы либерализма, изложенные в «Общественном договоре» Жан-Жака Руссо и в Декларации прав человека и гражданина, как основанные на ложном допущении свободы и ложном допущении равенства. Он утверждал, что парламентская система подчиняет национальные интересы или общее благо частным интересам представителей парламента, где преобладают только недальновидные интересы отдельных лиц.

#### Бреннан
Современный американский философ Джейсон Бреннан высказывает аналогичные замечания в адрес демократических правительств. Главный аргумент Бреннана против демократий — это проблема невежества избирателей и их иррациональности. Бреннан утверждает, что «демократическая система побуждает их [голосующих пожилых граждан] быть невежественными (или, точнее, не побуждает их [голосующих пожилых граждан] получать информацию)». На протяжении всей книги Бреннана «Против демократии» он объясняет различные проблемы некомпетентности избирателей и предлагает альтернативную систему правления, известную как эпистократия.

#### Лагарделль
Французский революционный синдикалист Юбер Лагарделль утверждал, что французский революционный синдикализм возник в результате «реакции пролетариата против идиотической демократии», которая, как он утверждал, была «популярной формой буржуазного господства». Лагарделль выступал против демократии за её универсализм и верил в необходимость классового отделения пролетариата от буржуазии, поскольку демократия не признавала социальных различий между ними.

#### Шах
Израильский политик раввин Элиэзер Менахем Шах продвигал иудейское право как естественное управление для евреев и осуждал демократию, он утверждал, что «Демократия как механизм лжи, ложных представлений, преследования узких интересов и обмана — в отличие от режима Торы, который основан на поиске окончательной истины». Шах раскритиковал демократию за отсутствие реальных целей, заявив: «Вся суть демократии — это деньги. Один делает то, что другой просит его сделать, преследуя свои собственные интересы, чтобы получить то, о чём он сам просит, и вся цель сделки состоит в том, чтобы каждый получил то, что он хочет».

## Критика демократического процесса

### Политическая нестабильность
В последнее время демократию критикуют за недостаточную политическую стабильность. Поскольку правительства часто избираются время от времени, часто происходят изменения в политике демократических стран как внутри страны, так и за её пределами. Даже если политическая партия сохраняет власть, громких, захватывающих заголовки протестов и резкой критики со стороны средств массовой информации часто бывает достаточно, чтобы вызвать внезапные и неожиданные политические изменения. Частые изменения политики в отношении бизнеса и иммиграции могут сдерживать инвестиции и, таким образом, препятствовать экономическому росту. По этой причине многие люди выдвинули идею, что демократия нежелательна для развивающейся страны, в которой экономический рост и сокращение бедности являются высшим приоритетом. Однако Энтони Даунс утверждал, что политический рынок работает во многом так же, как и экономический рынок, и что потенциально может быть равновесие в системе из-за демократического процесса. Однако в конце концов он утверждал, что несовершенные знания политиков и избирателей не позволяют достичь этого равновесия.

#### Краткосрочность
Демократию также критикуют за частые выборы из-за нестабильности коалиционных правительств. Коалиции часто формируются после выборов во многих странах (например, в Индии), и в основе альянса преимущественно лежит обеспечение жизнеспособного большинства, а не идеологическое совпадение.
Этот оппортунистический альянс не только имеет недостаток в том, что ему приходится обслуживать слишком много идеологически противоположных фракций, но обычно он недолговечен, поскольку любой предполагаемый или фактический дисбаланс в обращении с партнерами по коалиции или изменения в руководстве самих партнеров по коалиции могут очень легко привести к тому, что партнер по коалиции откажется от поддержки правительства.
Демократические институты работают на основе консенсуса, чтобы решить вопрос, что обычно занимает больше времени, чем одностороннее решение.
М. С. Голвалкар в своей книге «Связка мыслей» описывает демократию как «в очень большой степени это всего лишь миф на практике… Высокопарное понятие „индивидуальной свободы“ означало лишь свободу немногих талантливых людей использовать остальных».

#### Коррупция
Неспособность правительств всего мира успешно бороться с коррупцией вызывает глобальный кризис демократии. В то время как страны с высоким уровнем демократии, как правило, имеют низкий уровень коррупции, также очевидно, что страны с умеренным уровнем демократии имеют высокий уровень коррупции, а страны без демократии имеют очень низкий уровень коррупции. Это означает, что демократия неэффективно борется с коррупцией. Одним из важных внутренних элементов демократии является избирательный процесс, который можно считать легко коррумпированным. Например, в условиях демократии выборы не обязательно будут свободными и справедливыми. Дача и получение взяток, угроза или применение насилия, обращение и выдача себя за других являются распространенными способами, с помощью которых избирательный процесс может быть поврежден, а это означает, что демократия не является непроницаемой для внешних проблем и может быть подвергнута критике за то, что она позволила ему состояться.
Коррупция также является простой формой апелляции к краткосрочным интересам избирателей.
Другая форма, обычно называемая казённым пирогом, где местные районы или политические секторы получают особые льготы, но чьи затраты распределяются между всеми налогоплательщиками.
Простые выборы — лишь один из аспектов демократического процесса. Другие принципы демократии, такие как относительное равенство и свобода, часто отсутствуют в якобы демократических странах.
Более того, во многих странах демократическое участие иногда составляет менее 50 %, и можно утверждать, что избрание отдельных лиц вместо идей подрывает демократию.

#### Невежество избирателя
Джейсон Бреннан считает, что невежество избирателей является серьезной проблемой в Америке и главным возражением против демократии в целом. Бреннан заявляет, что «менее 30 % американцев могут назвать два или более прав, перечисленных в Первой поправке к Биллю о правах». Естественно, это создает проблему, потому что невежественный голос учитывается точно так же, как и информированный. По словам Бреннана, чтобы быть информированным избирателем, необходимо хорошо знать текущие и предыдущие политические убеждения/тенденции кандидата. Вдобавок Бреннан утверждал, что для того, чтобы действительно быть информированным избирателем, нужно получить образование в других дисциплинах, помимо политики, например, истории и экономике. Стандарт, который Бреннан ставит перед избирателями, очень высок; Понятно, что большинство американцев не оправдывают этих ожиданий.
Хотя большинство американцев не оправдывают этих ожиданий, причина невежества избирателей не в недостатке интеллекта. Скорее избиратели просто рационально невежественны и рационально иррациональны. Во-первых, рациональное невежество означает, что избиратели логичны и/или разумны в отношении того, что не осведомлены о политике. Это потому, что стать информированным избирателем, согласно стандартам Бреннана, было бы чрезвычайно дорого для человека. Потребуется огромное количество времени, чтобы стать информированным до такого уровня и оставаться в курсе текущих политических событий. При проведении анализа затрат и выгод большинство людей обнаружит, что получение информации не стоит их времени. Есть и другие альтернативы, которые больше стоят времени / усилий человека. Таким образом, люди считаются рациональными, предпочитая не получать информацию. Во-вторых, рациональная иррациональность относится к тому факту, что для людей логично иметь когнитивные предубеждения, приводящие к иррациональным убеждениям. Подобно тому, почему избирателям рационально быть невежественным, анализ затрат и выгод для исправления когнитивных предубеждений не в пользу информированного избирателя. Бреннан утверждает, что «как инструментально рационально для большинства людей оставаться в неведении о политике, так и для большинства из них инструментально рационально потакать своим предубеждениям». Затраты перевешивают выгоды, поскольку для поиска нейтральной/достоверной информации и исправления собственных предубеждений потребуется чрезмерный объем работы. В обоих случаях избиратели остаются невежественными и иррациональными, поскольку затраты на то, чтобы стать беспристрастным и информированным избирателем, не перевешивают выгоды. Влияние грамотного голосования бесполезно. По большому счёту, один голос стоит очень мало. Шансы на то, что голос станет решающим фактором на выборах, ничтожны; поэтому зачем тратить время на самообразование с очень небольшой наградой? Можно потратить много времени на то, чтобы стать информированным и рациональным, только чтобы привести к тому же результату.

#### Возможная несовместимость с прежней политикой
Новое учреждение демократических институтов в странах, где связанные с ними практики ещё не были обычным явлением или считались культурно неприемлемыми, может привести к созданию институтов, которые не будут устойчивыми в долгосрочной перспективе. Одно из обстоятельств, поддерживающих этот результат, может заключаться в том, что это часть общего восприятия среди населения, что институты были созданы в результате прямого иностранного давления.
Постоянные регулярные проверки со стороны демократических стран, какими бы усердными и благонамеренными они ни были, обычно недостаточны для предотвращения эрозии демократических практик. В некоторых африканских странах коррупция все еще широко распространена, несмотря на демократически избранные правительства, поскольку один из наиболее серьезных примеров, Зимбабве, часто воспринимается как откровенный милитаризм.

### Эффективность системы
Экономисты, такие как Мельцер и Ричард, добавили, что по мере роста промышленной активности в условиях демократии растут и требования людей о субсидиях и поддержке со стороны правительства. Согласно теореме о среднем избирателе, лишь немногие люди действительно поддерживают баланс сил в стране, и многие могут быть недовольны своими решениями. Таким образом, утверждают они, демократии неэффективны.
Такая система может привести к неравенству в благосостоянии или расовой дискриминации. Фирлбек (1998) указывает, что такой результат не обязательно обусловлен провалом демократического процесса, а скорее «потому, что демократия реагирует на желания большого среднего класса, все более готового игнорировать приглушенные голоса экономически маргинализированных групп в пределах своих собственных границ». Воля демократического большинства не всегда может быть в интересах всех граждан.

### Восприимчивость к пропаганде

#### Отсутствие политического образования
Избиратели могут быть недостаточно образованы, чтобы разумно пользоваться своими демократическими правами. Политики могут воспользоваться иррациональностью избирателей и конкурировать больше в области связей с общественностью и тактики, чем в идеологии. Хотя аргументы против демократии часто воспринимаются сторонниками демократии как попытка сохранить или возродить традиционную иерархию и автократическое правление, было сделано много расширений для дальнейшего развития аргумента. В эссе Липсета 1959 года о требованиях к формированию демократии он обнаружил, что почти все развивающиеся демократии обеспечивали хорошее образование. Однако образование само по себе не может поддерживать демократию, хотя Каплан в 2005 году заметил, что по мере того, как люди получают образование, они думают больше как экономисты.

#### Манипулирование общественным мнением или контроль над ним
Политики и представители особых интересов пытались манипулировать общественным мнением на протяжении всей истории человечества — это поставило под сомнение осуществимость демократического правления. Критики утверждают, что СМИ на самом деле формируют общественное мнение и поэтому могут использоваться для «контроля» демократии. Особой критике подвергаются соцопросы перед выборами. Кроме того, раскрытие материалов, наносящих ущерб репутации, незадолго до выборов может быть использовано для значительного манипулирования общественным мнением. В Соединённых Штатах ФБР подверглось критике за объявление о том, что агентство изучит потенциально компрометирующие доказательства против использования Хиллари Клинтон частного почтового сервера всего за 11 дней до выборов. Было сказано, что дезинформация — например, фейковые новости — стала центральным элементом выборов во всем мире. В декабре 2016 года спецслужбы Соединённых Штатов пришли к выводу, что Россия работала «с целью подорвать веру общественности в демократический процесс в США, очернить госсекретаря [Хиллари] Клинтон и нанести ущерб её выборности и потенциальному президентству», включая передачу материалов против демократов в WikiLeaks, чтобы дискредитировать выборы и поддержать Дональда Трампа. Социальные боты и другие формы онлайн-пропаганды, а также алгоритмы результатов поисковых систем могут использоваться для изменения восприятия и мнения избирателей. В 2016 году Андрес Сепульведа раскрыл, что он манипулировал общественным мнением, чтобы сфальсифицировать выборы в Латинской Америке. По его словам, с бюджетом в 600 000 долларов он возглавлял команду хакеров, которые крали стратегии кампании, манипулировали социальными сетями, чтобы создать ложные волны энтузиазма и насмешек, и устанавливали шпионские программы в офисах оппозиции, чтобы помочь Энрике Пенья Ньето, кандидату от правого центра, победить на выборах. Это подчеркивает, что серьёзной критикой демократии является то, что избирателями так легко манипулировать.

#### Манипулирование оппозицией
Можно найти разные причины для устранения или подавления политических оппонентов. Для подавления инакомыслия могут использоваться такие методы, как фальшивые флаги, законы о борьбе с терроризмом, размещение или создание компрометирующих материалов и увековечение общественного страха. После неудавшегося государственного переворота более 110 000 человек были репрессированы и почти 40 000 были заключены в тюрьму в Турции, которая является или считалась демократической страной, во время турецких чисток 2016 года.
Фальшивые партии, фантомные политические соперники и «пугающие» оппоненты могут быть использованы для подрыва оппозиции.

### Парадокс информационной перегрузки
Слишком много информации, что является обычным явлением в нынешнюю цифровую эпоху, когда люди завалены информацией из газет, ежедневного телевидения, социальных сетей и в различных других формах, называется информационной перегрузкой. Это создает ситуацию в демократических странах, где люди слишком утомлены, чтобы обрабатывать всю эту информацию разумно, или некомпетентны, или не желают это делать по разным причинам.

### Ограниченная отзывчивость и представительство
Роберт А. Даль определяет демократии как системы правления, которые почти полностью реагируют на каждого из своих граждан. Затем он утверждает, что такой полностью отзывчивой системы сегодня не существует. Однако это не означает, что частично демократических режимов не существует — они существуют. Таким образом, Даль отвергает дихотомию демократии в пользу диапазона демократизации. Для Даля вопрос не в том, является страна демократией или нет. Вопрос в том, в какой степени страна переживает демократизацию на национальном уровне. Даль измеряет эту демократизацию с точки зрения одобрения страны и приема публичного оспаривания. А полиархия, или «правление многих людей», — единственная существующая форма демократизируемого правительства; то есть именно внутри полиархии может процветать демократизация. Страны не сразу превращаются из гегемоний и конкурентных олигархий в демократии. Вместо этого страна, которая принимает демократию в качестве своей формы правления, может только утверждать, что перешла к полиархии, которая способствует, но не гарантирует демократизацию. Спектр полиархии Даля заканчивается в точке, в которой страна становится полной полиархией на национальном уровне и начинает демократизироваться на субнациональном уровне, среди своих социальных и частных дел. Даля не очень беспокоят пределы своего спектра полиархии, потому что он считает, что большинству стран сегодня еще предстоит пройти долгий путь, прежде чем они достигнут полного статуса полиархии. По мнению Даля, все, что лежит за пределами полной полиархии, возможно только и, следовательно, вызывает беспокойство только в развитых странах, таких как страны Западной Европы.

## Критика результатов демократии

### Охлократия
Платоновское Государство представляет критический взгляд на демократию через повествование Сократа: «Демократия — это строй, не имеющий должного управления, но приятный и разнообразный. При нём существует своеобразное равенство — уравнивающее равных и неравных». В своей работе Платон перечисляет 5 форм правления от лучших до худших. Предполагая, что Государство было задумано как серьезная критика политической мысли в Афинах, Платон утверждает, что только Каллиполис, аристократия, возглавляемая невольными царями-философами (мудрейшими людьми), является справедливой формой правления.
Платон отверг афинскую демократию на том основании, что такие демократии были анархическими обществами без внутреннего единства, что они следовали импульсам граждан, а не стремились к общему благу, что демократии не могут позволить достаточному числу своих граждан услышать их голоса, и что такими демократиями, как правило, управляли дураки. Платон атаковал афинские демократии за то, что они ошибочно принимали анархию за свободу. Отсутствие последовательного единства в афинской демократии заставило Платона сделать вывод, что такие демократии были просто совокупностью людей, занимающих общее пространство, а не формой политической организации.
По Платону другие формы правления уделяют слишком много внимания меньшим добродетелям и перерастают в другие формы от лучших к худшим, начиная с тимократии, которая переоценивает честь, затем олигархии, которая переоценивает богатство, за которой следует демократия. В условиях демократии олигархи или торговцы не могут эффективно использовать свою власть, и народ берет верх, выбирая кого-то, кто играет на их желаниях (например, устраивая щедрые фестивали). Однако правительство предоставляет людям слишком много свободы, и государство вырождается в четвертую форму тирании или правления толпы.
Джон Т. Вендерс, профессор экономики Университета Айдахо, пишет:
«Если мы основываем нашу критику на определении демократии как управления, основанного на воле большинства, то у этой формы правления могут быть некоторые предсказуемые последствия. Например, Фирлбек (1998: 12) указывает, что большинство среднего класса в стране может решить перераспределить богатство и ресурсы в руки тех, кто, по их мнению, наиболее способен их инвестировать или увеличивать. Конечно, это всего лишь критика подмножества типов демократии, которые в основном используют правило большинства.»
Президент США Джеймс Мэдисон посвятил всю книгу «Федералист № 10» резкой критике демократии и предложил республики как гораздо лучшее решение, заявив: « …демократии всегда были зрелищем беспорядков и раздоров; когда-либо считалось несовместимым с личной безопасностью или правами собственности; и в целом их жизнь была столь же короткой, как и насильственной смертью». Мэдисон предположил, что республики превосходят демократии, потому что республики защищены от тирании большинства, заявив в Федералисте № 10: «Таким же преимуществом, которое республика имеет над демократией в контроле над влиянием фракции, пользуется большая республика над малой».
Отцы-основатели Соединенных Штатов намеревались ответить на эту критику, сочетая демократию с республиканизмом. Конституция ограничит полномочия простого большинства.

#### Циклическая теория правления
Макиавелли выдвинул идею о том, что демократии будут стремиться удовлетворить прихоти людей, которые следуют ложным идеям, чтобы развлечь себя, растрачивают свои резервы и не борются с потенциальными угрозами своему правлению, пока не станет слишком поздно.
Однако определение демократии, данное Макиавелли, было более узким, чем нынешнее. Он предположил, что гибридная система правления, включающая аспекты всех трех основных типов (монархия, аристократия и демократия), может разорвать этот круг. Утверждается, что многие современные демократии с разделением властей представляют такого рода гибридные правительства. Однако в современных демократиях обычно нет прямой корреляции с идеей Макиавелли из-за ослабления разделения властей или эрозии первоначальной функции различных ветвей власти. Например, современная исполнительная власть Соединенных Штатов постепенно получает все больше полномочий от законодательной власти, и Сенат больше не функционирует как квазиаристократический орган, как предполагалось изначально, поскольку сенаторы теперь избираются демократическим путем.

### Политическая теорема Коуза
Некоторые пытались утверждать, что теорема Коуза применима и к политическим рынкам. Дарон Аджемоглу, однако, приводит доказательства обратного, утверждая, что теорема Коуза действительна только тогда, когда существуют «правила игры», так сказать, которые соблюдаются правительством. Но когда нет никого, кто мог бы обеспечивать соблюдение правил для самого правительства, нет никакого способа гарантировать, что низкие транзакционные издержки приведут к эффективному результату в демократических странах.

## Критика логической последовательности демократии
В течение нескольких столетий ученые изучали несоответствия при голосовании, также называемые парадоксами голосования. Кульминацией этих исследований стала теорема о невозможности Эрроу, которая предполагает, что демократия логически непоследовательна. Это основано на определенном наборе критериев демократического принятия решений, которые по своей сути противоречат друг другу. Эту ситуацию метафорически охарактеризовал Чарльз Плотт:
Тема началась с того, что казалось незначительной проблемой с правилом большинства. «Это просто математическое любопытство», - говорили некоторые ... Но заинтригованные и любопытные по поводу этой маленькой дыры, исследователи, не смущенные, возможно, не относящимся к делу, начали рыть землю поблизости ...Кажется, теперь они открывают гигантскую пещеру, в которую попадают почти все наши представления о социальных действиях. Почти все, что мы говорим и / или кто-либо когда-либо говорил о том, что общество хочет или должно получить, находится под угрозой внутренней непоследовательности. Как если бы люди годами говорили о вещах, которые «в принципе» не могут существовать, и сейчас необходимо приложить большие усилия, чтобы увидеть, что объективно осталось от разговоров.
Чарльз Плотт (1976) Аксиоматическая теория социального выбора, p. 511

## Альтернативы демократии
Джейсон Бреннан, автор книги «Против демократии», дискредитирует демократическую систему и предлагает альтернативную форму правления, известную как эпистократия. Вместо того, чтобы давать каждому право голоса, эпистократическая система давала бы голос только тем, кто компетентен. Только граждане с элитарным политическим пониманием будут иметь право голоса в правительстве. Весь аргумент Бреннана о том, что он предпочитает эпистократию демократии, вращается вокруг проблемы невежества избирателей. Бреннан считает, что незнание избирателей является серьезной проблемой в Америке и главным возражением против демократии в целом.

## Религия

### Ислам
Практика ортодоксального ислама в форме салафизма может вступать в противоречие с демократической системой (хотя это утверждение сильно оспаривается). Основная заповедь ислама, «таухид» («единство Бога»), может быть истолкована фундаменталистами как означающая, среди прочего, что демократия как политическая система несовместима с предполагаемым представлением о том, что законы, не переданные Богом, не должны признаваться.

### Другое
- Algoud, François-Marie. De la Démocratie à la Démoncratie, ou la Mort Programmée, Éditions de Chiré, 2008.
- Baumier, Matthieu. La Démocratie Totalitaire: Penser la Modernité Post-Démocratique, Presses de la Renaissance, 2007.
- Caponnetto, Antonio. La Perversión Democrática, Editorial Santiago Apóstol, 2008.
- d’Andigné, Amédée. L’Équivoque Démocratique, Au Fil d’Ariane, 1963.
- Fromentoux, Michel. L’Illusion Démocratique, Nouvelles Éditions Latines, 1975.
- Haupt, Jean. Le Procès de la Démocratie, Cahiers découvertes, 1971.
- Madiran, Jean. Les Deux Démocraties, Nouvelles Éditions Latines, 1977.
- Montejano, Bernardino. La Democracia Según el Magisterio de la Iglesia, Buenos Aires, 1966.
- Popescu, Stan. Autopsia de la Democracia, Euthymia, 1984.
- Ramos, Fulvio. La Iglesia y la Democracia, Cruz y Fierro, 1984.